# Bộ Tài chính (Liban)
Bộ trưởng Tài chính là người đứng đầu Bộ Tài chính Liban và là một thành viên trong nội các chính phủ Liban. Chức vụ này do thủ tướng Liban bổ nhiệm.

## Danh sách Bộ trưởng Tài chính Liban
- Elias Saba (31 tháng 10 năm 1970 – 27 tháng 5 năm 1972)
- Fouad Naffah (27 tháng 5 năm 1972 – 8 tháng 7 năm 1973)
- Takieddin el-Solh (8 tháng 7 năm 1973 – 31 tháng 10 năm 1974) (Thủ tướng)
- Khalid Jumblatt (31 tháng 10 năm 1974 – 23 tháng 5 năm 1975)
- Luciane Dahdah (23 tháng 5 năm 1975 – 1 tháng 7 năm 1975)
- Rashid Karami (1 tháng 7 năm 1975 – 9 tháng 12 năm 1976) (Thủ tướng)
- Farid Rouphael (9 tháng 12 năm 1976 – 16 tháng 7 năm 1979)
- Ali El Khalil (16 tháng 7 năm 1979 – 7 tháng 10 năm 1982)
- Adel Houmieh (7 tháng 10 năm 1982 – 30 tháng 4 năm 1984)
- Kamil Chamoun (30 tháng 4 năm 1984 – 22 tháng 9 năm 1988)
- Edgar Maalouf (22 tháng 9 năm 1988 – 25 tháng 11 năm 1989)
- Ali El Khalil (25 tháng 11 năm 1989 – 15 tháng 5 năm 1992)
- Asaad Diab (16 tháng 5 năm 1992 – 30 tháng 10 năm 1992)
- Rafic Hariri (31 tháng 11 năm 1992 – 10 tháng 12 năm 1998) (Thủ tướng)
  - Fouad Siniora, Bộ trưởng Tài chính
- Georges Corm (10 tháng 12 năm 1998 – 26 tháng 10 năm 2000)
- Fouad Siniora (26 tháng 10 năm 2000 – 20 tháng 10 năm 2004)
- Elias Saba (21 tháng 10 năm 2004 – 18 tháng 4 năm 2005)
- Damianos Kattar (19 tháng 4 năm 2005 – 21 tháng 7 năm 2005)
- Jihad Azour (21 tháng 7 năm 2005 – 11 tháng 7 năm 2008)
- Mohamad Chatah (11 tháng 7 năm 2008 – 9 tháng 11 năm 2009)
- Raya Haffar al-Hassan (9 tháng 11 năm 2009 – 13 tháng 6 năm 2011)
- Mohammad Safadi (13 tháng 6 năm 2011 – 15 tháng 2 năm 2014)
- Ali Hassan Khalil (15 tháng 2 năm 2014 –đương nhiệm)